# 高雄市負債
高雄市的負債又稱為高雄市的舉債是指高雄市政府的債務。包括高雄市本身的債務，以及2010年合併高雄縣，所繼承高雄縣的債務。
高雄市政府至2025年4月，1年期以上債務為2,292億元新台币，自償性公共債務（含非營業特種基金）為785億。目前高雄市債務已連續4年逐年下降。

## 歷史
- 截至2001年，高雄市舉債約近千億元。
- 「1年以上債務比率」直轄市：103年度以前為1年以上債務占前3年度名目GNI（英语：nominal GNI）平均數之比率，2014年度以後為1年以上債務占前3年度名目GDP平均數之比率。
- 依據《公共債務法》第5條規定，直轄市及縣(市)政府債限如下：各直轄市債務未償餘額占前3年度GDP平均數之比率分別為臺北市政府2.57%、高雄市政府1.92%、新北市政府0.96%、臺中市政府0.84%、臺南市政府0.69%、桃園市政府0.67%。
- 原本就是直轄市的高雄市和一般縣（高雄縣）合併。高雄縣的債務於縣市合併後納入高雄市債務，惟合併前後高雄市的債限均維持1.92%。
- 原本就是直轄市的臺北市和原本就是準直轄市的臺北縣（今新北市）並未合併，因此債限各自獨立。
- 金額單位為百萬元。

| 年度     | 屆次              | 1年以上債務 (百萬元) | 1年以上債務 (比例) | 未滿1年債務 (百萬元) | 未滿1年債務 (比例) | 債務合計 | 與前一年度債務增減金額 (百萬元) | 與前一年度債務比較 (增減比率) | 自償性債務金額 (百萬元) |
| -------- | ----------------- | -------------------- | ------------------ | -------------------- | ------------------ | -------- | ------------------------------- | ----------------------------- | ----------------------- |
| 2002年度 | 第2屆             | 85,198               | 0.83%              | 9,876                | 13.20%             | 95,074   | －                              | －                            | 31,736                  |
| 2003年度 | 第3屆             | 94,427               | 0.89%              | 4,654                | 6.31%              | 99,081   | 4,007                           | 4.21%                         | 31,252                  |
| 2004年度 | 第3屆             | 107,827              | 0.99%              | 0                    | 0.00%              | 107,827  | 8,746                           | 8.83%                         | 25,550                  |
| 2005年度 | 第3屆             | 121,047              | 1.06%              | 0                    | 0.00%              | 121,047  | 13,220                          | 12.26%                        | 19,510                  |
| 2006年度 | 第3屆             | 119,779              | 1.01%              | 0                    | 0.00%              | 119,779  | -1,268                          | -1.05%                        | 16,503                  |
| 2007年度 | 第4屆             | 134,064              | 1.08%              | 0                    | 0.00%              | 134,064  | 14,285                          | 11.93%                        | 14,296                  |
| 2008年度 | 第4屆             | 142,992              | 1.10%              | 0                    | 0.00%              | 142,992  | 8,928                           | 6.66%                         | 12,615                  |
| 2009年度 | 第4屆             | 152,447              | 1.14%              | 1,931                | 2.28%              | 154,378  | 11,386                          | 7.96%                         | 11,327                  |
| 2010年度 | 第4屆             | 161,737              | 1.20%              | 2,015                | 2.65%              | 163,752  | 9,374                           | 6.07%                         | 9,896                   |
| 2011年度 | 縣市合併改制第1屆 | 194,231              | 1.41%              | 9,000                | 6.67%              | 203,231  | 12,727                          | 6.68%                         | 8,157                   |
| 2012年度 | 改制第1屆         | 210,294              | 1.48%              | 15,064               | 11.48%             | 225,358  | 22,127                          | 10.89%                        | 6,830                   |
| 2013年度 | 改制第1屆         | 221,644              | 1.50%              | 13,591               | 10.75%             | 235,235  | 9,877                           | 4.38%                         | 26,595                  |
| 2014年度 | 改制第1屆         | 232,157              | 1.57%              | 12,647               | 9.73%              | 244,804  | 9,569                           | 4.07%                         | 25,429                  |
| 2015年度 | 改制第2屆         | 240,610              | 1.57%              | 15,756               | 12.77%             | 256,366  | 11,562                          | 4.72%                         | 25,966                  |
| 2016年度 | 改制第2屆         | 242,607              | 1.51%              | 9,548                | 7.93%              | 252,156  | -4,210                          | -1.64%                        | 25,998                  |
| 2017年度 | 改制第2屆         | 241,607              | 1.45%              | 7,138                | 5.54%              | 248,745  | -3,411                          | -1.35%                        | 30,294                  |

## 可能成因

### 高雄市政府不願承擔財政責任
台灣所有地方政府都可以透過調整不動產稅基（公告地價，土地公告現值，與房屋評定價格）的方式增加自籌財源。這些完全由地方政府自行決定的不動產公告價格，都遠低於市價。以地價稅的稅基公告地價為例，2018年中華民國內政部所公布高雄市的公告地價，不到正常交易價格的兩成五。 而高雄市2018年的地價稅實徵收入為124億。依此計算，如果稅基公告地價接近正常交易價格，高雄市每年的收入可以增加370億以上，超過高雄市2018年的赤字31億與統籌款收入309億。而房屋稅的稅基也遠低於市價。2014年以前，房屋稅仍然是沿用1982年的建築成本計算房屋價值，導致課稅現值遠低於市價。

### 中央政府統籌分配稅款分配辦法
前高雄市市長陳菊認為，當前「中央政府統籌分配稅款分配辦法」的分配中，「營利事業營業額」所佔之權重過高，導致高雄市政府所獲之年度統籌分配稅款不足以支應被賦予之政策推行責任。高雄市政府曾稱此現象為「中央政府請客，地方政府買單」。

### 縣市合併因素
前高雄市政府財政局局長李瑞倉曾說，在新升格的五都中，「高雄市是唯一一個合併前縣市補助比例落差懸殊的城市」，以縣市合併第一年（2011年）為比較基準，2012年中央政府給予高雄市的資金少了127億，2013年更少了166億，截至2016年共少了將近1,000億元。
高雄市政府說，中央政府對於高雄縣的補助較高，但縣市合併後許多中央政府經費補助比例卻因為高雄縣升格為直轄市反而下降，包括：生活圈道路系統計畫補助由88%降到73%；污水下水道工程由98%降到88%；高雄市區鐵路地下化計畫由90%降到78%。 

### 利息
總體而言，當地方政府累計負債的程度越高，則其還本付息壓力也將增加，並導致惡性循環，進一步惡化財政績效。

### 健保部分
前高雄市市長陳菊曾召開記者會說明，台北市的健保費補助，跟同為直轄市的高雄市（縣市未合併前）有很大差別。
但實際上依據行政院與台北市政府及高雄市政府就勞健保欠費清償的補助協議，中央政府對於地方政府的勞健保欠費補助款係對應台北市政府及高雄市政府每年編列的還款預算的數字來同額對應補助，勞健保費爭議補助款，中央政府補助原則係中央政府、地方政府各一半，並無差別待遇。

## 評論

### 批評
中國國民黨中央委員會文化傳播委員會副主任委員唐德明表示，高雄市合計債務2,548億元是「債務之都」，陳菊舉債只是為自身連任鋪路，而投資建設許多「面子工程」。國民黨團在高雄市議會也群起批評陳菊關於高雄市的負債問題。臺北市市長柯文哲曾多次批評高雄市政府的債務問題。國民黨總統參選人洪秀柱也曾在聲明中批評高雄市負債。李鴻源曾批評高雄負債幾千億，民調卻最高。孫大千曾要求陳菊市長清楚說明高雄負債。

### 陳菊市府回應
2015年時任高雄市市長陳菊回應表示，中央政府原本承諾高雄縣市合併，「所有的補助預算至少不會少於當時對高雄縣、高雄市的補助」，可是縣市合併四年來，實際卻將補助減少了630億元。陳菊指出，舉債高峰集中在縣市合併後的第一年與第二年，那是為了弭平高雄市與高雄縣的城鄉差距。市府發言人指出，舉債支出主要為了支應重大交通建設，例如鐵路地下化、捷運、輕軌、防洪治水等基礎建設。陳菊說，許多高雄市的舉債都是被迫的法定支出。

### 學術文獻
- 廖啟超. . 國立中山大學財務管理學系研究所學位論文. 2015-01-01: 1 - 68  [2018-04-02]. （原始内容存档于2018-04-02）.
- Stein, Ernesto Hugo. . SSRN Electronic Journal (Elsevier BV). 1998. ISSN 1556-5068. doi:10.2139/ssrn.1815995.
- Spahn, P. Bernd. . . London: Palgrave Macmillan UK. 1994: 145–154. ISBN 978-1-349-23440-0. doi:10.1007/978-1-349-23438-7_10.
- Stein, Ernesto Hugo. . SSRN Electronic Journal (Elsevier BV). 1998. ISSN 1556-5068. doi:10.2139/ssrn.1815995.

### 相關文獻
1. ↑  高雄市財政局
2. ↑  陳其邁上任至今減債201億元 高雄債務還有2292億元
3. ↑  . 政府資料開放平臺. 2018-01-30  [2018-04-10]. （原始内容存档于2018-04-10） （中文）.
4. ↑  中華民國內政部. . 2020-12-01  [2020-12-01]. （原始内容存档于2021-02-28） （中文）.
5. ↑  高雄市財政局. . 2020-12-01  [2020-12-01]. （原始内容存档于2020-10-28）.
6. ↑  中華民國審計部. .
7. ↑  陳家正.  (PDF). 高雄市政府所屬機關學校99年度研究成果報告評審結果. 2010-12-31  [2020-12-01] （中文）.
8. ↑  侯承旭. . 自由時報電子報. 2011-01-26  [2018-04-02]. （原始内容存档于2018-04-02） （中文）.
9. ↑  何沛霖／高市報導. . NOWnews 今日新聞. 2011-04-21  [2018-04-02]. （原始内容存档于2018-04-02） （中文）.
10. 1 2 3  許昆良. . 評論新聞報｜旅遊、休閒、美食專業新聞.   [2018-03-29]. （原始内容存档于2018-03-29） （中文）.
11. 1 2 3  吳友友. . storm.mg. 2015-09-17  [2018-03-29]. （原始内容存档于2016-02-03） （中文）.
12. ↑  顏瑞田. . 中時電子報. 2017-12-26  [2018-03-30]. （原始内容存档于2017-12-29） （中文）.
13. ↑  . 高雄市政府全球資訊網. 2012-09-11  [2018-04-03]. （原始内容存档于2018-04-03） （中文）.
14. ↑  . archive.is. 2018-04-03  [2018-04-03]. （原始内容存档于2018-04-03） （中文）.
15. ↑  廖啟超. . 國立中山大學財務管理學系研究所學位論文. 2015-01-01: 1 - 68. （原始内容存档于2018-04-02）.
16. ↑  臺北市政府財政局. .   [2019-02-26]. （原始内容存档于2019-02-27）.
17. ↑  周志豪. . 聯合新聞網. 2017-12-26  [2018-04-03]. （原始内容存档于2018-04-04） （中文）. 唐德明諷，陳菊對今年高市府零舉債，講的一幅為高雄創造天大功勞樣，但事實上要不是因陳任期將屆，已不能連任，不需再舉債做面子工程；再加上台北市長柯文哲揶揄她舉債求政績，讓她面子難看，陳大概也捨不得不舉債，高雄市也不大可能零舉債。
18. ↑  . 自由時報電子報. 2017-12-26  [2018-04-11]. （原始内容存档于2018-04-11） （中文）.
19. 1 2 3  高雄市議會議事資訊.  (PDF). 2015  [2018-04-03]. （原始内容存档 (PDF)于2018-11-15）.
20. ↑  . ETtoday新聞雲. 2017-11-17  [2018-04-11]. （原始内容存档于2018-04-11） （中文）.
21. ↑  張家瑀. . Storm.mg. 2015-07-13  [2018-04-11]. （原始内容存档于2018-04-11） （中文）.
22. ↑  陳明成. . NOWnews 今日新聞. 2010-11-14  [2018-04-11]. （原始内容存档于2018-04-11） （中文）.
23. ↑  林淑燕. . 中時電子報. 2016-09-22  [2018-04-11]. （原始内容存档于2018-04-12） （中文）.
24. ↑  李義. . 中時電子報. 2016-09-22  [2018-04-11]. （原始内容存档于2018-04-12） （中文）.
25. ↑  林承彥. . 中時電子報. 2017-11-05  [2018-04-12]. （原始内容存档于2018-04-12） （中文）.